# Přírodní park Vizovické vrchy
Přírodní park Vizovické vrchy se rozkládá v jižním okraji Vizovic v okrese Zlín. Jeho západní okraj sousedí s přírodním parkem Želechovické paseky. Rozloha přírodního parku je 13 300 ha. Přírodní park je oblast se souvislým zalesněním (většinu porostu tvoří smrkové monokultury), část krajiny je osídlena a hospodářsky využívána. Lokálně jsou zachované nepříliš rozsáhlé lesy s listnatými stromy, jako jsou břízy, habry a osiky. Na území přírodního parku roste např. černohlávek dřípatý (Prunella laciniata) a hořec brvitý (Gentianopsis ciliata).
V nižších polohách v krajině převažují hospodářsky využívaná místa jako sady, pole, louky a nedílnou součástí jsou i kamenné hráze, které tvoří přírodní prostředí pro mnoho druhů rostlin i živočichů.

## Maloplošně chráněná území
Na území přírodního parku se nachází tři přírodní památky:
- Průkopa,
- Na želechovických pasekách,
- Pod Drdolem.